# El Burgo
El Burgo è un comune spagnolo di 2 087 abitanti situato nella comunità autonoma dell'Andalusia.